# (4062) Schiaparelli
(4062) Schiaparelli – planetoida z pasa głównego asteroid okrążająca Słońce w ciągu 3,36 lat w średniej odległości 2,24 j.a.
Została odkryta 28 stycznia 1989 roku w Osservatorio San Vittore. Nazwa planetoidy została nadana na cześć włoskiego astronoma Giovanniego Schiaparellego.